# Germaine Acremant
 Germaine Acremant  (nascida Poulain, em Saint-Omer,Pas-de-Calais, 13 de junho de 1889 — Neuilly-sur-Seine, Hauts-de-Seine, 1986) foi uma escritora francesa, autora de Ces dames aux chapeaux verts (1922, Prémio Nelly Lieutier) e Gai! Marions-nous! (1927, Prémio Nacional de Literatura).

## Biografia
Filha de Edouard Poulain, médico em Saint-Omer, onde ela nasceu e iniciou seus estudos, que foram terminados em Écosse, cidade onde se casou com Albert Acremant. Seu romance "Ces Dames aux Chapeaux Verts" (As Solteironas de Chapéu Verde), de 1921, sátira da vida provinciana, obteve grande sucesso, recebendo o Prêmio Nelly Lieutier e sendo reeditado, com mais de 1,5 milhões de exemplares, traduzido em 25 línguas; foi também filmado, por Maurice Cloche, em 1937. Vieram outros romances, com histórias que se passavam no Norte da França, de Saint-Omer à Etaples, nas colinas de l'Artois, em Boulogne-sur-Mer e outras. O romance "Gai! Marions-nous!" obteve o Prêmio Nacional de Literatura em 1927, e "La Route Mouvante" o Prêmio Mortyon, em 1940. Em 1970, Germaine publicou “Chapeaux Griss… Chapeaux Verts”, uma complementação de seu livro anterior.
Germaine casou com Albert Acremant em 25 de outubro de 1911, e juntos produziram várias comédias para o teatro. Albert fazia as ilustrações dos livros, e também publicou uma coletânea de poesias, "Vers de Couleur", Editions Grasset, em 1910. Tiveram um filho, Jacques Acremant, que se tornou pintor e ilustrador.

## Obras principais
- Ces dames aux chapeaux verts (Prêmio Nelly Lieutier, 1921)
- La hutte d'acajou
- La Sarrasine
- Gai! Marions-nous! (Prêmio Nacional de Literatura, 1927)[1].
- Le carnaval d'été
- Gertrude et mon cœur
- Une petite qui voit grand
- A l'ombre des célibataires
- Les ailes d'argent
- L'enfant aux cheveux gris
- Le corsage vert pomme
- Fortune rapide
- La route mouvante (Prêmio Montyon, 1940.)
- Arrière-saison
- Le triomphe du printemps
- Pastorales
- Echec au roi
- Coeur en éclats
- Chapeaux gris, chapeaux verts (1970)
- Hier, que j'aimais.
- La grande affaire
- Le monsieur de St. Josse
- Les enchanteresses (1970) (Prêmio Alice-Louis Barthou, Academia Francesa)

## Teatro
- "Ces dames aux chapeaux verts" – Comédia em 4 atos.
- "Gai ! Marions-nous !" - Comédia em quarto atos.
- "Le carnaval d'été" - Comédia em quatro atos.
- "Une petite qui voit grand" – Comédia em quatro atos.
- "Gertrude et mon cœur" Comédia em três atos.
- Quatro comédias em um ou dois atos: "Chut ! Voilà la bonne", "Deux réveillons", "Mon repos", "Une femme dépensière".

## Documentário
"Germaine Acremant ou 70 ans d'écriture", filme de Raoul Rossi, em 1986 produzido por "La Manufacture d'Image" na série "Femmes – Régions – Littérature" com a participação do Ministère des Droits de la Femme, Prêmio de Qualidade 1989, com 27 minutes, K Films. 

## Obras em língua portuguesa
- As Solteironas dos Chapéus Verdes (Ces dames aux chapeaux verts), volume 98 da Coleção Biblioteca das Moças, da Companhia Editora Nacional, livro que recebera o Prêmio Nelly Lieutier, em 1921. Tradução de Mário Sette.
- Casar é Bom (Gai! Marions-nous!), volume 101 da Coleção Biblioteca das Moças, da Companhia Editora Nacional. Tradução de Godofredo Rangel
- A Sarracena (La Sarrasine), volume 161 da Coleção Biblioteca das Moças, da Companhia Editora Nacional. Tradução de Elias Davidovitch, 1956.
- Tormenta de Amor, volume 168 da Coleção Biblioteca das Moças, da Companhia Editora Nacional. Tradução de Olga Biar Laino, em 1957.
- A Vida Que Sonhei (Le Carnaval d'Été), Coleção Saraiva, nº 29, Editora Saraiva, Tradução de Otávio Mendes Cajado, 1950.
- Xeque-mate (Échas au roi), Coleção Rosa, nº 30, Editora Saraiva, Tradução de Ondina Ferreira 1952.